# База военно-морской авиации на острове Мидуэй
База военно-морской авиации на острове Мидуэй, также известная как NAS Midway (бывший код ICAO PMDY) — авиационная база ВМС США на атолле Мидуэй, самой северной группе островов Гавайского архипелага. Она находилась в эксплуатации с 1941 по 1993 годы и в те годы сыграла важную роль в транстихоокеанской авиации. На протяжении своего существования объект по-разному обозначался как военно-морской авиационный комплекс, военно-морской авиационный объект и военно-морская база. Окончательно он был закрыт 1 октября 1993 года.
Атолл Мидуэй состоит из двух небольших островков: Песчаного острова и Восточного острова, окруженных коралловым рифом. Большая часть каждого островка занята аэродромами. Острова были открыты в 1859 году и переданы под контроль военно-морского флота президентом Теодором Рузвельтом в 1903 году. В середине 1930-х годов они приобрели значение в качестве базы остановки для гидросамолетов Pan American Airways Clipper. Затем началось наращивание военно-морского флота, и в августе 1941 года на Восточном острове была создана «Авиационная база Мидуэй Айлендс».
7 декабря того же года база подверглась бомбардировке со стороны японских надводных кораблей в рамках атаки Перл-Харбора. За этим последовало крупное наращивание эскадрилий ВМС США, морской пехоты и армейской авиации, предназначенных для обнаружения и поражения частей японского флота. В середине 1942 года японцы попытались вторгнуться на острова и уничтожить близлежащие авианосные группы США. С 4 по 7 июня произошла битва за Мидуэй, была повреждена большая часть базы, но авианосцы ВМС потопили четыре японских авианосца и один крейсер. Это стало поворотным моментом в войне на Тихом океане.
После битвы за Мидуэй был построен второй аэродром, на этот раз на Песчаном острове. Эта работа потребовала увеличения размера острова за счет насыпных конструкций, что в итоге увеличило размер острова более чем в два раза. Аэродром стал важным местом остановки самолетов, направляющихся в зону боевых действий. Он был использован для ударов по острову Уэйк дальними бомбардировщиками PB2Y «Коронадос», а также использовался как база подводных лодок, патрулировавших воды на наличие японских кораблей.
После войны активность на острове снизилась, и в 1945 году Восточный остров был заброшен. База была переведена во временное использование, а 1 августа 1950 года военно-морская база была ликвидирована. В 1958 году база была восстановлена в качестве места базирования авиационного комплекса радиообнаружения и наведения WV-2 Warning Star, выполняющего задачи воздушного патрулирования с использованием барьеров раннего предупреждения (BARCAP). В середине 1960-х годов NAF Midway стала важным пунктом размещения транспортных самолетов, следующих во Вьетнам и из Вьетнама, и база была переименована в военно-морскую авиабазу.
В 1968 году был установлен и начал работу береговой терминал, в котором выходные данные массива в море обрабатывались и отображались с помощью Low Frequency Analyzer and Recorder (LOFAR) для системы подводного наблюдения (СОСУС). Миссия NAVFAC Mideay оставалась секретной до его вывода из эксплуатации после того, как данные с его массивов были переданы сначала в Морской центр Барберс-Пойнт на острове Оаху в 1981 году, а затем непосредственно на Морской комплекс обработки океана (NOPF) на острове Форд, Гавайи.
В 1970 году Восточный остров снова был заброшен, на этот раз будучи объявленным национальным заповедником США. После войны во Вьетнаме NAS Midway в основном служила базой дозаправки патрульных самолетов ВМС. В октябре 1978 года снова был понижен статус объекта военно-морской авиации, и все военные иждивенцы были отправлены домой на Гавайи, в то время как военнослужащие выполняли удаленные или краткосрочные командировки без сопровождения. В конце Холодной войны ещё сильнее сократилось количество операций. NAF Midway была ликвидирована 1 октября 1993 года в соответствии с BRAC.
После того, как военно-морская база была закрыта, аэродром была открыт в качестве гражданского аэропорта под названием Хендерсон-Филд.